# WKG Kriegsmarine Danzig
Die WKG Kriegsmarine Danzig war ein Fußballverein im Deutschen Reich mit Sitz in der heutzutage polnischen Stadt Danzig.

## Geschichte
Die WKG trat in der Saison 1943/44 in der 1. Klasse Danzig-Westpreußen innerhalb der Kreisgruppe Danzig an. Am Ende der Saison stand die Mannschaft mit 9:5 Punkten auf dem fünften Platz der Tabelle. Trotzdem qualifizierte sich die Mannschaft für die Teilnahme an der Aufstiegsrunde zur Gauliga Danzig-Westpreußen zur kommenden Saison. Bedingt durch einen Endpunktestand von 6:2 und dem daraus resultierendem zweiten Platz innerhalb der Tabelle, konnte sich die Mannschaft jedoch nicht direkt für die Gauliga qualifizieren. Trotzdem durfte der Verein dann in der Saison 1944/45 in der Gauliga antreten. In der zuerst eingleisig ausgetragenen Gauklasse, konnte die Mannschaft kein einziges Spiel bestreiten. Danach wurde die WKG in die regionale Gauklasse Staffel I Danzig eingegliedert. Dort wurde der Spielbetrieb im Januar 1945 dann aber auch abgebrochen. Zu diesem Zeitpunkt hatte die WKG sieben Spiele gespielt und stand mit 6:8 Punkten auf dem vierten Tabellenplatz.
Durch die Kapitulation des Deutschen Reichs am Ende des Zweiten Weltkriegs, wurde Danzig-Westpreußen unter polnische Verwaltung gestellt. Der Verein wurde dann auch aufgelöst.